# Savoia-Marchetti SM.88
Savoia-Marchetti SM.88 là một mẫu thử máy bay tiêm kích hạng nặng của Ý trong Chiến tranh thế giới II.

## Tính năng kỹ chiến thuật (SM.88)
Đặc tính tổng quan
- Kíp lái: 3
- Chiều dài: 12,1 m (39 ft 8 in)
- Sải cánh: 14,5 m (47 ft 7 in)
- Chiều cao: 3,5 m (11 ft 6 in)
- Diện tích cánh: 32,5 m2 (350 foot vuông)
- Trọng lượng rỗng: 5.000 kg (11.023 lb)
- Trọng lượng có tải: 7.000 kg (15.432 lb)
- Động cơ: 2 × Daimler-Benz DB 601 kiểu động cơ V-12, làm mát bằng chất lỏng

Hiệu suất bay
- Vận tốc cực đại: 560 km/h (348 mph; 302 kn)
- Trần bay: 8.700 m (28.543 ft)
- Thời gian lên độ cao: 5.000 m (16.400 ft) trong 12,5 phút

Vũ khí trang bị

- Súng: 3 × súng máy Breda-SAFAT 12,7 mm (0,500 in)
- Bom: 600 kg (1.323 lb) bom